# ロコだけが知っている
『ロコだけが知っている』（ロコだけがしっている）は、2021年9月29日から2023年3月8日までNHK総合で放送されたバラエティ番組である。司会はサンドウィッチマン。

## 概要
パイロット版が3回放送された後『サンドのお風呂いただきます』の後継番組としてレギュラー放送を開始した。
全国の都道府県に放送局を持つNHKの特色を活用した番組であり、地域の魅力などを放送した。
前身番組の『サンドのお風呂いただきます』は、おおむねロケーション撮影であったが、当番組はMCパートをNHK大阪放送局のスタジオで製作した。
2023年3月15日の再々放送をもって終了。司会者の3人は後継番組の『サンドどっちマンツアーズ』に引き継いで担当した。

## 出演者
- 司会：サンドウィッチマン（伊達みきお・富澤たけし）[7][9][10][11]
- ナレーション：あ〜ちゃん（Perfume）[7][8][10][11]
- 進行：杉浦友紀（2022年度）[15][注 3]
  - 2021年度は全国のNHKアナウンサーが週替わりで進行を務めた。

## 放送リスト
| 回数     | 初 回 放送日    | タ イ ト ル                                                            | 出 演 者                                                                             |
| -------- | --------------- | ---------------------------------------------------------------------- | ------------------------------------------------------------------------------------ |
| 0P1      | 2020年 11月11日 | 日本の本当の魅力は地元を愛する人たちが 知っている！                    | 西川貴教 上白石萌音                                                                  |
| 0P2      | 2021年 04月03日 | サンド×ミキ 地方グルメSP! 名古屋喫茶＆京都ラーメン                     | ミキ（昴生・亜生） 高橋英樹                                                          |
| 0P3      | 07月07日        | 仙台美しすぎる七夕 パワースポット福岡太宰府                            | 今田美桜                                                                             |
| 01       | 09月29日        | サンド×地元愛バラエティー 新潟おにぎり＆奈良金魚すくい                 | 永瀬廉 小林幸子 青山テルマ                                                           |
| 02       | 10月06日        | サンド×地元愛 和歌山パンダ・大阪の立体看板                             | 横山裕 坂本冬美                                                                      |
| 03       | 10月13日        | サンド×地元愛 郡上八幡城のお殿様・兵庫のけん玉熱血教師                 | 山之内すず 鷲見玲奈                                                                  |
| 04       | 10月20日        | サンド×地元愛 絶景SP！千葉・小湊鉄道と奈良・平城宮跡                   | 前田敦子 八嶋智人                                                                    |
| 05       | 10月27日        | 世界一に輝いたハロウィーン クセが強い島の水族館                        | 田村淳 emma                                                                          |
| 06       | 11月10日        | カムカムエヴリバディSP                                                 | 上白石萌音                                                                           |
| 07       | 11月17日        | サンド×地元愛 ヒーローSP秋田・香川                                     | 佐々木希 要潤                                                                        |
| 08       | 11月24日        | サンド・Perfume地元愛 大阪だんじり新名物・広島熊野筆                   | Perfume                                                                              |
| 09       | 12月01日        | 華大さんも認めた福岡エンタメ劇団 "自虐"で元気！小樽商店街              | 松岡昌宏 篠田麻里子                                                                  |
| 010      | 12月08日        | 話題のご近所旅行楽しむ達人 新企画！全市町村アンケート北海道            | 細川たかし 濱田マリ                                                                  |
| 011      | 12月15日        | 全国個性派イルミネーション 東北ソウルフードSP                          | 後藤拓実 りんごちゃん                                                                |
| 012      | 2022年 01月05日 | 新春！別府温泉の"なぞ湯"探求 ド派手名古屋の何でも貸す会社              | 須田亜香里 別府ともひこ                                                              |
| 013      | 01月19日        | 大河"鎌倉殿の13人"SP！ 静岡伊豆の国市＆東京板橋の魅力                  | 小池栄子 坂東彌十郎                                                                  |
| 014      | 01月26日        | お宝SP大阪万博で人生激変 鹿児島"子宝の島"秘密                          | 哀川翔 重岡大毅 田村裕                                                               |
| 015      | 02月02日        | 映える絶景SP～冬編～ 工場夜景＆富山カイニョ                            | 宮田俊哉 室井滋                                                                      |
| 016      | 03月02日        | ご当地グルメスペシャル                                                 | レイザーラモンRG 足立梨花                                                            |
| 017      | 03月09日        | 地元のとっておきグルメ アニマル大集合SP！パンダも登場                  |                                                                                      |
| [ 注 9 ] | 03月16日        | 選 大河"鎌倉殿の13人"SP！ 静岡伊豆の国市＆東京板橋の魅力               | 小池栄子 坂東彌十郎                                                                  |
| 018      | 04月06日        | 春よ来い！開運スペシャル サンドウィッチマン×地元愛                     | トラウデン直美 生駒里奈 狩野英孝                                                     |
| 019      | 04月13日        | 神秘の出産映像！幸せを呼ぶ○○ 仰天！全市町村アンケート調査              | 井上咲楽 さかなクン コロッケ                                                         |
| 020      | 04月20日        | 知る人ぞ知る！ご当地温泉スペシャル                                     | 友近 髙地優吾                                                                        |
| 021      | 04月27日        | 駅グルメ＆絶景！全国ローカル線大調査SP                                 | 大西流星 emma 吉川正洋                                                               |
| 022      | 05月11日        | 芸能人ふるさと自慢対決！愛知×京都                                      | 山田孝之 大久保佳代子 おいでやす小田                                                 |
| 023      | 05月18日        | おらが町の日本一スペシャル                                             | SHELLY 野田クリスタル 八木莉可子                                                     |
| 024      | 06月01日        | 結婚SP 全国のロコミ大調査 絶景フォト 婚活界の瞬間接着剤                | 磯山さやか SHELLY ロッチ中岡 東京ホテイソン                                          |
| 025      | 06月08日        | 愛する地元で芸能人ビックリ！ 檀れい宝塚＆田村淳下関                    | 檀れい 田村淳 間寛平 波田陽区                                                        |
| 026      | 06月15日        | 今田耕司登場！ お笑いの聖地・大阪ミナミを徹底調査！                    | 今田耕司 髙橋ひかる                                                                  |
| 027      | 06月29日        | 疲れを癒やそう！ご当地サウナ＆ビールSP                                 | 千賀健永 YOU サンシャイン池崎                                                        |
| 028      | 07月06日        | 芸能人ふるさと自慢対決！ 愛知×京都スペシャル拡大版                     | 山田孝之 大久保佳代子 おいでやす小田                                                 |
| 029      | 07月13日        | ふるさと自慢対決 鹿児島・AI×茨城・黒沢かずこ                           | 柄本佑 風吹ジュン AI 黒沢かずこ                                                      |
| 030      | 07月20日        | うまい！楽しい！珍しい！ ローカルなお店大調査SP                        | 前田公輝 藤本美貴 馬場裕之                                                           |
| 031      | 08月24日        | さかなクン登場！ 関東近郊の水族館を徹底リサーチ！                      | さかなクン 柴田英嗣 小倉優子                                                         |
| 032      | 08月31日        | ふるさと自慢対決！ 沖縄・夏川りみ×東京・椿鬼奴                         | 竜星涼 夏川りみ 椿鬼奴                                                               |
| 033      | 09月14日        | ご当地グルメ対決！北海道カレー対沖縄そば                               | タカアンドトシ ISSA                                                                  |
| 034      | 10月05日        | 東西コリアタウングルメ・美容SP                                         | アンミカ 黒沢かずこ 宮田俊哉                                                         |
| 035      | 10月12日        | 秋の温泉SP・全国の秘湯にサンド大興奮！                                 | 佐々木希 塚田僚一 お見送り芸人しんいち                                               |
| 036      | 10月19日        | 舞いあがれ！コラボふるさと自慢対決                                     | 福原遥 横山裕 長濱ねる                                                               |
| 037      | 10月26日        | こんなところにSP 秘境で究極の美＆音浴びる 街でド派手体験               | IKKO 千賀健永 大久保佳代子                                                           |
| 038      | 11月02日        | 横浜vs. 神戸東西絶品パン対決                                           | 石塚英彦 中間淳太 尼神インター 椿鬼奴 倉持明日香 末澤誠也                            |
| 039      | 11月09日        | ご当地グルメ対決 ローカル大都市 名古屋対福岡                           | バカリズム 生見愛瑠 原口あきまさ 井戸田潤 村上佳菜子 井桁弘恵                        |
| 040      | 11月16日        | ご当地グルメ対決 サッカー王国 静岡対埼玉                               | 柴田英嗣 土田晃之 武田修宏 田中道子 ビビる大木 金村美玖 當間ローズ 渡部陽一 岡野雅行 |
| 041      | 12月07日        | ふるさと自慢対決！岐阜vs. 栃木                                         | Mr.マリック 井上咲楽 八嶋智人                                                        |
| 042      | 12月14日        | サンドも知らない東北SP！ ディープな情報を徹底リサーチ                  | 尾形貴弘 狩野英孝 生駒里奈                                                           |
| 043      | 2023年 01月04日 | ご当地グルメ対決 人気演歌歌手 高知対兵庫                               | 島崎和歌子 重岡大毅 三山ひろし 川村文乃 丘みどり                                     |
| 044      | 01月11日        | 学校を徹底リサーチ！青春ってすばらしいSP                               | 井上咲楽 藤原丈一郎 あばれる君                                                       |
| 045      | 01月18日        | ふるさと自慢対決！大河コラボ 愛知対千葉                                | 山田裕貴 杉野遥亮 広瀬アリス                                                         |
| 046      | 02月01日        | ご当地グルメ対決 北関東スペシャル                                      | 大島美幸 中山秀征 磯山さやか                                                         |
| 047      | 02月08日        | 大阪・広島 お好み焼きラバーを徹底リサーチ！ 絶品お好み焼きが続々登場！ | ケンドーコバヤシ 島谷ひとみ くわばたりえ 西村瑞樹 枡田絵理奈 真弓孟之                |
| 048      | 02月15日        | 新企画！ご当地プレミアム絶景対決                                       | 勝俣州和 森泉 溝端淳平 ハリウッドザコシショウ 浜口京子 ZAZY                          |
| 049      | 03月01日        | 香川vs. 埼玉 絶品うどん対決！                                          | ビビる大木 中野美奈子 松本明子 遠藤章造 佐々木健介 北斗晶                            |
| 050      | 03月08日        | ふるさと自慢対決！福岡vs. 佐賀                                         | 原口あきまさ はなわ 高島礼子                                                         |